# (473122) 2015 JS
(473122) 2015 JS es un asteroide perteneciente al cinturón de asteroides, descubierto el 28 de enero de 2006 por el equipo del Catalina Sky Survey desde el Catalina Sky Survey, Arizona, Estados Unidos.

## Designación y nombre
Designado provisionalmente como 2015 JS.

## Características orbitales
2015 JS está situado a una distancia media del Sol de 2,653 ua, pudiendo alejarse hasta 3,223 ua y acercarse hasta 2,083 ua. Su excentricidad es 0,214 y la inclinación orbital 12,29 grados. Emplea 1578 días en completar una órbita alrededor del Sol.

## Características físicas
La magnitud absoluta de 2015 JS es 16,5.